# باربارا گوئناگا
باربارا گوئناگا (اسپانیایی: Barbara Goenaga‎؛ زادهٔ ۲۰ ژوئیهٔ ۱۹۸۳) بازیگر اهل اسپانیا است.
از فیلم‌ها یا مجموعه‌های تلویزیونی که وی در آن‌ها نقش داشته است، می‌توان به اُبیه‌دو اکسپرس. اشاره نمود.